# Elecciones federales de Malasia de 2013
Las decimoterceras elecciones federales de Malasia, decimocuartas desde el establecimiento del Consejo Legislativo Federal, y duodécimas desde la unificación del país, se llevaron a cabo el 5 de mayo de 2013 para escoger a los miembros del 13.º Dewan Rakyat. También tuvieron lugar elecciones estatales en 505 distritos electorales estatales en doce de los trece estados (excluyendo a Sarawak, que celebró sus elecciones separadamente en 2011) el mismo día.
Estas elecciones despertaron interés debido a diversas reformas impulsadas por el gobierno de Najib Razak, que incluían la introducción del uso de tinta indeleble para evitar el fraude electoral, y la novedad de permitir a los malasios residentes en el extranjero votar en las embajadas, aunque con ciertas restricciones. Los comicios también serían los primeros en realizarse desde la abolición en 2012 de la polémica Ley de Seguridad Interna, impuesta en 1960, que autorizaba al gobierno las detenciones sin juicio. Por último, por primera vez en la historia de Malasia todos los escaños (tanto a nivel federal como estatal) fueron disputados por al menos dos candidatos, representando la primera y hasta el momento única ocasión en la que no hubo victorias sin oposición. La creciente confianza de la población en la elección resultó en un alto porcentaje de registro (el 74.19% de la población habilitada se inscribió para sufragar) y en que la participación final fuera la más alta en la historia electoral malasia, 84.84%.
Pese a esto, los resultados generaron profunda controversia debido a la cuestionada victoria técnica del oficialista Barisan Nasional (en malayo: Frente Nacional) que dominaba la vida política del país desde 1974 (y es sucesora de la coalición conocida como La Alianza, que gobernaba desde la independencia hasta su disolución). Por primera vez en la historia de Malasia, la coalición opositora, denominada Pakatan Rakyat (en malayo: Pacto Popular) obtuvo el 50.87% de los votos, mientras que el Barisan Nasional obtuvo cerca de 400.000 sufragios menos, un 47.38%. Aunque no fue el peor resultado de la alianza gobernante en el momento (este le correspondía entonces a las elecciones de 1969, que provocaron la caída de la Alianza) sí fue la primera vez que una fuerza opositora lograba capitalizar casi todo el voto descontento y, efectivamente, obtener más votos que el oficialismo. Sin embargo, debido a que el oficialismo había triunfado en la mayoría de los distritos, la coalición del gobierno obtuvo la victoria recibiendo 133 escaños, conservado una desproporcional mayoría absoluta, habiendo recibido tres puntos porcentuales menos de votos que la oposición, y habiendo obtenido esta una victoria absoluta en sufragios.
El plano estatal fue igual de controvertido, el Barisan Nasional retuvo Perlis, Terengganu, Perak (que había perdido en 2008 pero recuperado en 2009 debido a una deserción masiva y un arreglo judicial), Pahang, Negeri Sembilan, Malaca, Johor, y Sabah, gobernando entonces también Sarawak, donde las elecciones estatales habían tenido lugar en 2011; y recuperó por estrecho margen el estado de Kedah. El Pakatan Rakyat logró retener el gobierno de tres de los cuatro estados que gobernaba al llegar el momento de los comicios, Penang, Selangor, y Kelantan. En Perak, donde el Pakatan Rakyat había ganado en 2008, la oposición obtuvo casi el 55% de los votos contra el 44% del oficialismo, y aun así no logró acceder al gobierno debido a las circunscripciones desiguales. El irregular resultado, tanto a nivel federal como estatal, desató acusaciones de fraude electoral y manipulación arbitraria de circunscripciones (gerrymandering), a las cuales siguieron una serie de protestas por todo el país.

## Antecedentes
El 12.º Parlamento de Malasia fue disuelto el 3 de abril de 2013 por Tuanku Abdul Halim, el Yang di-Pertuan Agong por consejo del primer ministro de Malasia, Najib Razak. El primer ministro hizo una declaración televisada anunciando la disolución a las 11:30 a. m. hora local del mismo día. Tras la disolución del Parlamento, se convocó a una elección general dentro de los siguientes 60 días, entre el 3 de abril y el 2 de junio de 2013, con la fecha a ser decidida por la Comisión Electoral.
El 10 de abril, la Comisión Electoral de Malasia anunció que las nominaciones para los candidatos a las elecciones se realizarían el 20 de abril, y que las elecciones generales se celebrarían el 5 de mayo. La fecha de votación anticipada del 30 de abril también fue anunciada por la Comisión Electoral. La campaña oficial comenzó el 20 de abril, lo que permitió un período de campaña de 15 días. Se anunció que para los malayos residentes en el extranjero la elección tendría lugar el 28 de abril de 2013. Las oficinas de representación de Malasia abrirían ese día de 9 a. M. A 6 p. m., Hora local. Las oficinas en Londres y Melbourne cerrarían a las 8 p. m. debido a que el número de votantes registrados en esas ciudades era el único que superaba los 1,000.

## Coaliciones políticas

### Situación sociopolítica
Malasia es uno de los países con mayor diversidad étnica, con una población mayoritariamente malaya además de las minorías china e india, por lo que los partidos políticos también son diversos. Los partidos participan de las divisiones étnicas y los conflictos sobre el poder se desarrollan entre los partidos políticos que representan grupos étnicos específicos. Según el autor Lim Hong Hai, escribiendo en 2002, "más del 80 por ciento de la población malaya de más de 23 millones se encuentra en Malasia Peninsular, donde los malayos forman el grupo étnico más grande seguido por los chinos y los indios. Todos estos grupos étnicos son minorías en Sabah y Sarawak, donde los grupos étnicos nativos distintos de los malayos constituyen aproximadamente el 60 y el 50 por ciento de la población, respectivamente".
Políticamente, la Federación de Malasia está compuesta por 11 estados de la península malaya que obtuvieron su independencia de Gran Bretaña en 1957, y dos estados de la isla de Borneo, Sabah y Sarawak, que se convirtieron en miembros de la Federación en 1963, tras recibir también su independencia.

### Frente Nacional
El partido gobernante, Barisan Nasional o Frente Nacional, (BN) se compone de 13 partidos y tiene 137 escaños en el parlamento. En la historia, BN ha dominado el marco político y ganó fácilmente cada elección desde las primeras elecciones nacionales del país, en 1959, como la coalición de la Alianza.
Desde finales de la década anterior, el Barisan Nasional comenzó a perder fuerza y a enfrentar verdaderos desafíos electorales. Aunque retuvo al poder en las elecciones federales de 2008 con 140 escaños, los partidos de la oposición que más tarde formarían la coalición Pakatan Rakyat obtuvieron un total de 82 escaños, privando por primera vez a la coalición gobernante de su mayoría calificada de dos tercios, requerida para modificar o enmendar la Constitución Federal.
Ante esta "derrota" electoral, el Primer ministro Abdullah Ahmad Badawi dimitió como líder de su partido (la Organización Nacional de los Malayos Unidos o UMNO). El 26 de marzo de 2009 se llevó a cabo una elección de liderazgo, donde el vice primer ministro y primer ministro interino Najib Razak fue elegido sin oposición como líder del partido UMNO. El 2 de abril de ese mismo año, el primer ministro Abdullah presentó su renuncia ante Tuanku Mizan Zainal Abidin (que era el Yang di-Pertuan Agong). El 3 de abril, el primer ministro interino Najib Razak fue juramentado como el sexto primer ministro de Malasia en Istana Negara, Kuala Lumpur, frente a Tuanku Mizan Zainal Abidin.

### Pacto Popular
La coalición centroizquierdista Pakatan Rakyat (PR) o Pacto Popular, contaba con 76 escaños en el Parlamento de Malasia y estaba compuesto por tres partidos grandes. Pakatan Rakyat obtuvo el control de cinco de las trece asambleas estatales (perdiendo una ante el Barisan Nasional posteriormente) y 10 de los 11 escaños parlamentarios en el Territorio Federal de Kuala Lumpur.
El ex vice primer ministro de Malasia y líder de la oposición, Anwar Ibrahim, también el jefe de Pakatan Rakyat fue devuelto al parlamento después de una ausencia de diez años tras su victoria en las elecciones parciales de Permatang Pauh. Las elecciones parciales se desencadenaron cuando su esposa Wan Azizah Wan Ismail renunció a su puesto parlamentario en Permatang Pauh, lo que le permitió a Anwar disputar el escaño y posteriormente regresar al parlamento.

## Disolución de las Asambleas Legislativas Estatales
De conformidad con la legislación de Malasia, el parlamento y las asambleas legislativas de cada estado (Dewan Undangan Negeri) se disolverían automáticamente en el quinto aniversario de la primera sesión, y las elecciones deben celebrarse dentro de los sesenta días de la disolución, a menos que se disuelva antes de esa fecha por sus respectivos jefes de Estado con el asesoramiento de sus Jefes de Gobierno.
El 28 de marzo de 2013, la Asamblea Legislativa de Negeri Sembilan se convirtió en la primera asamblea estatal en disolverse automáticamente en la historia de Malasia. El gobierno estatal se mantendría como un gobierno interino y las oficinas de los miembros de la asamblea permanecerían abiertas para atender las necesidades de los electores.
Tras la disolución del Parlamento Federal, las asambleas estatales que aún no se habían disuelto anunciaron su disolución en rápida sucesión. A continuación se detallan las fechas en que se disolvieron las asambleas legislativas de cada estado:
| Fecha       | Fin del período | Estado          |
| ----------- | --------------- | --------------- |
| 28 de marzo | 28 de marzo     | Negeri Sembilan |
| 3 de abril  | 26 de abril     | Malacca         |
| 3 de abril  | 24 de abril     | Perak           |
| 3 de abril  | 29 de abril     | Sabah           |
| 4 de abril  | 28 de abril     | Kelantan        |
| 4 de abril  | 7 de abril      | Pahang          |
| 4 de abril  | 22 de abril     | Selangor        |
| 4 de abril  | 5 de mayo       | Terengganu      |
| 5 de abril  | 21 de abril     | Johor           |
| 5 de abril  | 2 de mayo       | Kedah           |
| 5 de abril  | 2 de mayo       | Penang          |
| 5 de abril  | 28 de abril     | Perlis          |

## Sistema electoral
Todo ciudadano que haya alcanzado la edad de veintiún años y que esté en la "fecha de calificación" (fecha por referencia a la cual se preparan o revisan las listas electorales) residente en un distrito electoral o, si no es así, se clasifica como "votante ausente" (uno que está registrado como un votante ausente con respecto a ese distrito electoral) tiene derecho a votar en ese distrito electoral en cualquier elección del Dewan Rakyat. Una persona está descalificada para ser elector si en la fecha de calificación está detenido como una persona con problemas de juicio, está en quiebra sin cargos, está cumpliendo una condena de prisión, o sigue siendo responsable, en virtud de una condena en cualquier parte de la Mancomunidad de Naciones, a una sentencia de muerte o encarcelamiento por un término superior a doce meses.
Los registros electorales se elaboran a nivel de distrito electoral y se revisan anualmente. El voto no es obligatorio. El voto postal está permitido para los votantes ausentes, los miembros de la fuerza policial, los responsables de ciertos deberes en la jornada electoral y los miembros de la Comisión Electoral misma. Todo ciudadano residente en la Federación está calificado para ser miembro del Dewan Rakyat si no tiene menos de 21 años y del Dewan Negara si tiene al menos treinta años.
Una persona está inhabilitada para ser miembro de cualquiera de las dos Cámaras del Parlamento si debe lealtad a cualquier país que no pertenezca a la Federación, haya sido declarado mentalmente insano, haya quedado en quiebra sin cargos, o haya sido condenado y sentenciado a una pena de no menos de un año o una multa de no menos de $2,000. Personas que tienen una "oficio público pago" (un trabajo de tiempo completo en cualquiera de los servicios públicos, como el cargo de cualquier juez del Tribunal Federal o de un Tribunal Superior, de procurador general o de un miembro de la Comisión Electoral), por su parte, no pueden ser simultáneamente miembros del Parlamento.
Cada candidato al Parlamento, que no necesita necesariamente ser miembro de un partido político: debe contar con el apoyo de seis electores registrados de su circunscripción. Un candidato al Dewan Rakyat debe hacer un depósito monetario de 1,000 Ringgit, que se reembolsan si el candidato recibe más de un octavo de los votos de la circunscripción disputada. Un candidato al Parlamento debe presentar una devolución de los gastos de campaña dentro del tiempo y el modo requeridos por la ley. Los gastos máximos permitidos son de 20,000 Ringgit.
Los diputados son elegidos en 154 distritos electorales de un solo miembro por mayoría simple de votos para un mandato de cinco años. Las elecciones parciales se llevan a cabo, o se realizan nombramientos, dentro de los 60 días (90 días en los estados de Sabah y Sarawak) para llenar los escaños parlamentarios que quedaran vacantes en las elecciones generales. Los escaños de los diputados que quedan vacantes dentro de los seis meses posteriores a la disolución programada del Parlamento no se cubren.
Los 222 miembros de Dewan Rakyat, la cámara dominante del Parlamento, son elegidos en distritos electorales de un miembro (circunscripciones uninominales) por escrutinio mayoritario simple. En las elecciones generales de 2013, 11.05 millones de personas votaron, lo que representaba aproximadamente el 85 por ciento de los votantes registrados en total, y era la tasa más alta que Malasia había obtenido en su historia electoral.

## Campaña

### Primicias electorales
Incluso antes de la disolución del Parlamento, tanto el Barisan Nasional como el Pakatan Rakyat plantearon una serie de cuestiones e incentivos que se le deben dar al electorado malasio para obtener una ventaja decisiva durante las elecciones. Ambas coaliciones lanzaron manifiestos electorales separados que tratan cuestiones tales como el salario mínimo, los impuestos, la asistencia a las pequeñas y medianas empresas, las relaciones raciales y la asistencia financiera a los pobres. Las elecciones de 2013 también vieron una serie de nuevas medidas introducidas que están destinadas a mejorar el proceso electoral.
Desde las elecciones generales de 2008, se formó un Comité Selecto del Parlamento para hacer recomendaciones para mejorar el proceso electoral del país. Las elecciones generales de 2013 provocaron la introducción de tinta indeleble para evitar que los votantes votaran más de una vez. La tinta indeleble fue presentada para su uso durante las elecciones de 2008, pero fue descartada por la Comisión Electoral a último momento. Sin embargo, fue una fuente de controversia ya que los informes de votantes que afirmaban que la tinta indeleble podía lavarse fácilmente circulaban en los medios.
También hubo elecciones adelantadas para los funcionarios públicos y el personal militar en lugar de la votación postal. Esto fue en parte en respuesta a las protestas de los grupos de vigilancia electoral y los partidos de la oposición de que los procedimientos de votación anteriores no eran transparentes y eran propensos a la manipulación.
La Comisión Electoral introdujo por primera vez la posibilidad de votar a los malayos que residían en el extranjero. Sin embargo, estos vienen con condiciones, entre ellos que los malayos en el extranjero tienen que haber estado en Malasia varias veces en los últimos cinco años. Los malayos de ultramar que residen en Singapur, el sur de Tailandia, Brunéi o Kalimantan en Indonesia tampoco estaban calificados para registrarse como votantes por correo, pero podían regresar a su circunscripción de origen si deseaban emitir votos.
El CE también permitió que los discapacitados traigan a un asistente a la cabina de votación para ayudarlos en el proceso de votación.

### Campaña oficialista

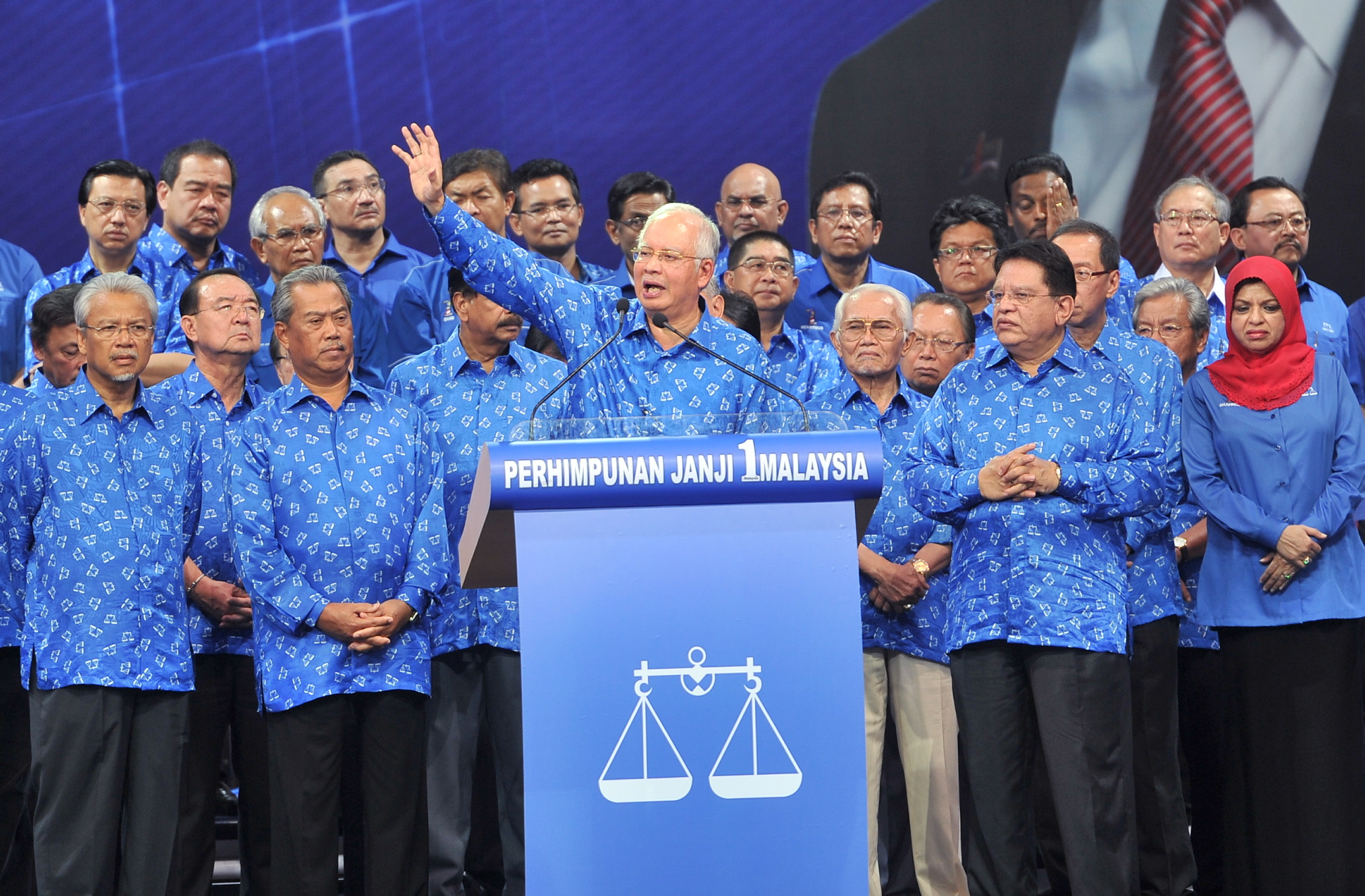
Razak leyendo el manifiesto del Barisan Nasional el 6 de abril de 2013.

Cuando Najib reemplazó a Abdullah Badawi, comenzó a ampliar el presupuesto del Departamento del primer ministro, donde nombró a Koh Tsu Koon para que se hiciera cargo del Programa de Transformación del Gobierno (GTP), que incluye supervisar el desempeño de los ministerios y seis resultados clave nacionales áreas (NKRA) a través de Indicadores Clave de Desempeño (KPI). También nombró al ex director general de Malaysian Airlines, Idris Jala, para ayudar a monitorear la implementación de los KPI en la forma de la Unidad de Administración y Entrega del Desempeño (Pemandu) del gobierno.
La administración de Najib también introdujo eslóganes en los que pedía la unión de todos los malayos de varios grupos étnicos, la unidad nacional y la gobernanza eficiente. Esto se convirtió en una política pública, involucrando diversas iniciativas como la introducción de tiendas de descuento para ayudar a los pobres, clínicas de Malasia que brindan servicios médicos básicos gratuitos y cuentas de correo electrónico gratuitas (1Malaysia Email) para la población de Malasia. Su administración también comenzó la distribución de ayuda financiera a las familias malayas que ganan menos de RM3,000 llamados 1Malaysia People's Aid o Bantuan Rakyat 1Malaysia (BR1M). En febrero de 2013 se realizó una segunda ronda de asignaciones financieras de BR1M por un total de RM2.6 mil millones.

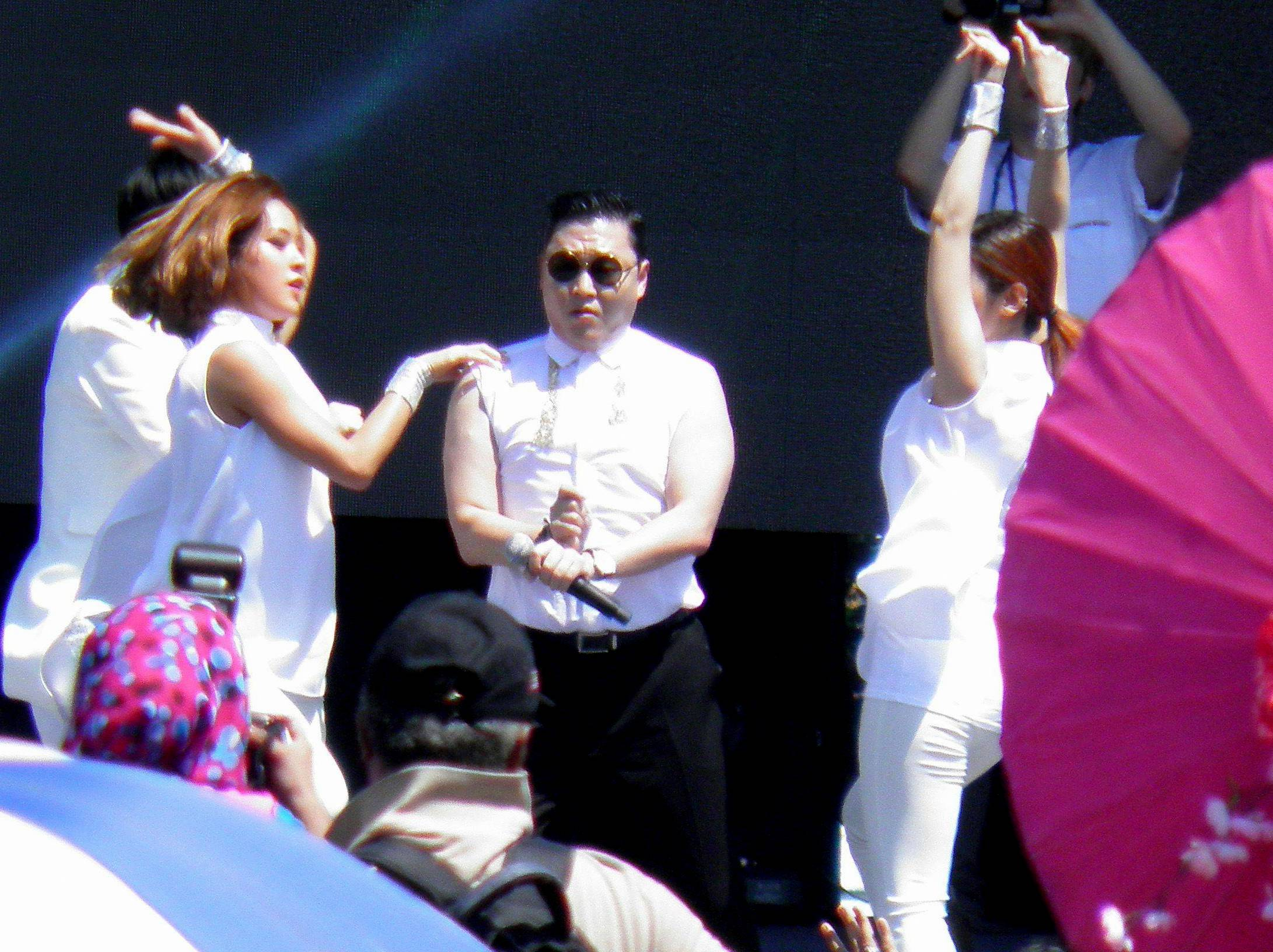
El cantante PSY bailando Gangnam Style en un mitin del BN en Penang. La mayoría de los presentes se retiraron cuando terminó.

Un problema que surgió fue que la UMNO apoyó a los candidatos polémicos del grupo de derecha malayo Perkasa para participar en las próximas elecciones como Zulkifli Noordin e Ibrahim Ali. Aunque Ibrahim Ali se presentó en el escaño parlamentario de Pasir Mas como candidato independiente, el candidato de BN que debía desafiar a Ibrahim Ali no presentó sus documentos de nominación. El escaño parlamentario de Pasir Mas fue el único escaño sin candidato de BN en esta elección.
Durante la campaña electoral, Muhyiddin Yassin, el vice primer ministro titular había pedido a los musulmanes malayos que combatieran la supuesta propagación de los movimientos LGBT y la libertad de religión entre los malayos. Además, Najib ha dicho que su gobierno defenderá la prohibición del uso de la palabra 'Alá' por parte de los no musulmanes, situación que actualmente está siendo impugnada en los tribunales.
Uno de los principales objetivos de la campaña del Barisan Nasional era recuperar los estados perdidos en 2008, particularmente Penang y Selangor. En Penang, el BN organizó una serie de conciertos patrocinados, que fueron apoyados financieramente por el empresario Jho Low. El más famoso de todos fue el concierto del cantante surcoreano PSY en el Han Chiang College el 11 de febrero, días después del Año Nuevo Chino. Justo antes de que PSY apareciera en el escenario, fue el primer ministro Najib, el que dio un discurso. Najib procedió preguntando repetidamente a la multitud "¿Están listos para PSY?" a lo que la multitud exclamó "¡Sí!". Sin embargo, luego preguntó "¿Están listos para el BN?" a lo que más de la mitad de los presentes contestó con un rotundo "¡No!". De hecho, casi toda la multitud se dispersó luego de que PSY terminara de ejecutar su Gangnam Style. Otro concierto se llevó a cabo en el mismo lugar el 20 de abril, presentando artistas internacionales como Busta Rhymes, Ludacris, Gigi Leung, Alan Tam y Hacken Lee. Las concentraciones organizadas por la oposición, sobre todo en Penang y Selangor, atrajeron a un número mucho mayor de personas y de hecho el considerable gasto público utilizado para pagar la campaña oficialista indignó a varios votantes.
El manifiesto del Barisan Nasional, publicado el 6 de abril de 2013 y leído ante una multitud por el propio Najib, contenía las promesas hechas a los malasios si resultaba la coalición elegida para gobernar por otros cinco años:
1. Aumento de la asistencia financiera BR1M 2015 en línea a RM1200 para hogares y RM600 para solteros.
2. Aumento de los cupones de libros de 1Malaysia a RM300 y Schooling Aid a RM150.
3. Reducción gradual del precio de los automóviles en un 20-30%.
4. Aumentar la competitividad de los automóviles nacionales.
5. Aumenta el número de Kedai Rakyat 1Malaysia.
6. Introducir productos de 1Malaysia en estaciones de servicio e hipermercados.
7. Abra clínicas de 1Malaysia en comunidades de viviendas de alta densidad.
8. Configurar más centros de cuidado diurno de 1Malaysia
9. Bajar las tarifas de banda ancha en al menos un 20% con ancho de banda garantizado.
10. Introducir una política de "1País, 1Precio" para bienes esenciales
11. Presentar más productos de 1Malaysia.

1. Establecer un nuevo ministerio para abordar los desafíos económicos y sociales urbanos.
2. Aumentar la representación de las ONG y la sociedad civil en el gobierno local.
3. Rehabilitar casas y departamentos de bajo costo en las ciudades.
4. Emprender el mantenimiento de la infraestructura de vivienda pública.
5. Proporcionar viviendas públicas de calidad, atendiendo a las necesidades de la generación más joven.
6. Proporcionar áreas e instalaciones recreativas en centros urbanos.
7. Asegurar suficientes servicios e instalaciones educativas, formativas y sanitarias.
8. Mejorar los enlaces de transporte entre los centros urbanos y sus alrededores.
9. Abrir más refugios temporales para personas sin hogar en áreas de alta demanda.

1. Construir 1.000.000 viviendas asequibles, incluidas 500.000 casas PR1MA.
2. Fijación de precios de casas PR1MA a un 20% por debajo de los precios de mercado o más barato.
3. Introducir un arrendamiento y un plan propio para proyectos de vivienda del Gobierno.
4. Revivir proyectos de viviendas abandonadas.
5. Ayudar a los propietarios pobres a rehabilitar sus casas.
6. Reemplazar los asentamientos ilegales con viviendas permanentes.
7. Mejorar la vivienda en las fincas y proporcionar casas a los extrabajadores de las haciendas.
8. Suprimir las tarifas de sellado para las primeras compras de casas por debajo de RM400,000.

1. Proporcionar a todos los malasios acceso a atención médica de calidad.
2. Establecer un centro cardíaco y un centro contra el cáncer en seis ubicaciones (cuatro en Malasia Peninsular, uno en Sabah y Sarawak).
3. Proporcionar instalaciones públicas para el tratamiento de diálisis en cada área de alta densidad.
4. Proporcionar precios reducidos de medicamentos específicos para malasios con necesidades especiales.
5. Introducir un sistema de apoyo para el cuidado paliativo en el hogar para ancianos y enfermos terminales.

1. Expandir el sistema de autobús rápido a todas las capitales estatales, con instalaciones para ancianos y discapacitados.
2. Continuar la expansión de los sistemas de ferrocarril.
3. Construir terminales integradas de autobuses, trenes y taxis en todos los pueblos y ciudades.
4. Redirigir los autobuses para garantizar servicios más eficientes y accesibles.
5. Aumentar los permisos de taxi individuales.
6. Implementar un ferrocarril nacional de alta velocidad y expandir el sistema ferroviario de doble vía.

1. Expansión rápida de la Autopista Norte-Sur con más entradas y salidas.
2. Construir una carretera Pan-Borneo desde Semantan, Sarawak a Serudung, Sabah.
3. Extiender la autopista de la costa este desde Kuala Krai - Kota Bharu y Gambang - Segamat.
4. Construir una carretera de la costa oeste de Banting a Taiping.
5. Reducir los peajes intraurbanos.
6. Implementar el concepto de Villa del siglo XXI.
7. Construir más carreteras pavimentadas (6.300 km en Malasia peninsular, 2.500 km en Sabah y 2.800 km en Sarawak).
8. Resolver los problemas de suministro de agua en Selangor, Kuala Lumpur y Kelantan.
9. Extender el suministro de agua limpia a otras 320,000 viviendas.
10. Ampliar el suministro de electricidad a otras 146,000 viviendas.
11. Obligar a los proveedores de servicios a garantizar servicios de telefonía móvil de calidad.

1. Atraer RM1.3 billones de inversiones.
2. Crear 3.3 millones de nuevos empleos, dos millones de los cuales estarán en sectores de altos ingresos.
3. Lograr un ingreso per cápita de US$15,000 para el año 2020.
4. Proporcionar incentivos especiales para empresas innovadoras y creativas.
5. Implementar políticas que sean justas y equitativas para todas las razas en Malasia.
6. Mejorar la efectividad de la agenda bumiputera.
7. Asignar más tierra e incrementar la productividad de la tierra para la producción de alimentos y ganado.
8. Reformar la estructura impositiva para reducir los impuestos personales y corporativos.
9. Continuar el financiamiento especial que exceda el 20% de los ingresos de petróleo y gas a los estados productores de petróleo y gas.
10. Establecer una Compañía Nacional de Comercio para abastecer mercados extranjeros de productos de Pymes.
11. Crear y promover más campeonatos mundiales y regionales.
12. Descartar GLC no estratégicos y aumentar los programas de externalización para las empresas bumiputeras.
13. Proporcionar RM500 millones en fondos iniciales para aumentar la equidad de la comunidad india en al menos 3%.
14. Establezca una unidad especial para garantizar la implementación exitosa de políticas para la comunidad india.
15. Aumentar el acceso al microcrédito para todos los malasios, incluidos RM100 millones para vendedores ambulantes y pequeños comerciantes.

1. Traer a Malasia a la "tercera categoría superior" de los mejores sistemas educativos del mundo.
2. Mejora el comando del Bahasa Malasia y el inglés entre los estudiantes.
3. Hacer que el inglés sea una asignatura obligatoria.
4. Mejorar el acceso a una educación de calidad para las comunidades rurales y minoritarias.
5. Proporcionar más becas basadas en el mérito.
6. Continuar asignaciones especiales a todo tipo de escuelas.
7. Expandir la escolarización.
8. Renovar colegios de formación docente y elevar la barra de calificación para profesores en formación.
9. Introducir un sistema simplificado de enseñanza y aprendizaje para Bahasa Malasia en escuelas chinas e indias.
10. Construir más escuelas de todo tipo.
11. Mejora el rendimiento en Matemáticas y Ciencias.
12. Proporcionar incentivos financieros de RM100,000 para escuelas con clases para niños con necesidades especiales.
13. Convierta los SJKT que desean cambiar el estado en escuelas totalmente asistidas.
14. Configure laboratorios de TIC en todas las escuelas que los requieran.
15. Transformar las escuelas vocacionales en universidades y aumentar la inscripción al 20% de la población estudiantil.
16. Ampliar la educación preescolar para cubrir todos los tipos de escuelas.
17. Proporcionar nuevas vías de carrera para una promoción rápida de seguimiento de 420,000 maestros.
18. Proporcionar WiFi gratuito en todos los campus de las instituciones públicas.
19. Introducir un esquema de propiedad de computadora portátil en las escuelas.

1. Agregar cuatro mil policías por año.
2. Fortalecer la Unidad de Patrulla de Motocicletas en 5000 vehículos.
3. Mejorar la capacidad total de las Fuerzas Armadas.
4. Fortalecer la Comisión de Policía.
5. Usar el sistema 6P para frenar la afluencia de extranjeros ilegales.
6. Crear el programa SafeCam para conectar sistemas CCTV privados y públicos.
7. Expansión de la supervisión de CCTV para áreas públicas de alto tráfico.
8. Introducir iniciativas de seguridad en esquemas de vivienda pública.
9. Inscribir 50,000 Reservas de Voluntarios de Policía adicionales.

1. Aumentar el número de mujeres en la toma de decisiones a nivel nacional.
2. Promover la igualdad de género.
3. Proporcionar más oportunidades comerciales y de ingresos para las mujeres.
4. Crear incentivos para iniciativas de trabajo desde casa.
5. Abrir centros de guardería 1Malaysia en todos los GLC y oficinas gubernamentales.
6. Ajustar las leyes sobre el abuso sexual y el acoso en el hogar y el trabajo.

1. Proporcionar fondos, capacitación e incentivos para empresas comerciales centradas en la juventud.
2. Proporcionar espacios comerciales para que los jóvenes exhiban y comercialicen productos y servicios creativos.
3. Establecer incubadoras para nutrir el liderazgo y la creatividad.
4. Proporcionar más puntos de acceso al WiFi gratuito en áreas rurales y semiurbanas.
5. Producir más atletas de alto rendimiento y promover un estilo de vida saludable.
6. Revisar las leyes relacionadas con el entretenimiento para promover las artes escénicas y la cultura.

1. Optimizar y mejorar la asistencia de la red de seguridad.
2. Proporcionar asistencia financiera y oportunidades educativas para personas de bajos ingresos.
3. Convertir Brickfields en una zona amiga de los ciegos.
4. Establecer tribunales especiales para tratar los problemas de los Derechos de los Nativos Consuetudinarios (NCR).
5. Gaceta de todas las tierras consuetudinarias nativas en consulta con los gobiernos estatales.
6. Proporcionar más oportunidades de generación de ingresos dentro de las comunidades indígenas.
7. Proporcionar fondos para ONG registradas y movimientos de la sociedad civil.

1. Defender el Islam como la religión de la Federación.
2. Promover el Syiar y el Sariat del Islam de acuerdo con los principios de la Maqasia Syariah.
3. Asegurar que otras religiones puedan practicarse en paz y armonía.
4. Asignar jurisdicción sobre asuntos no musulmanes a un ministro.
5. Practicar la moderación en todas las empresas.
6. Aumentar las iniciativas para unir la ummah.
7. Desbloquear los ingresos del desarrollo de la tierra wakaf en cooperación con las autoridades religiosas estatales.
8. Aumentar las exenciones fiscales para las contribuciones a la construcción, la expansión y el mantenimiento de los lugares de culto.
9. Continuar asignando tierras para construir lugares de culto.
10. Proporcionar más asistencia financiera a las instituciones religiosas y lugares de culto.
11. Mejorar el bienestar del Imam, los funcionarios de la mezquita y Guru-Guru Kafa.
12. Mejore la calidad y brinde asistencia financiera a Sekolah Agama Rakyat.

1. Divulgar públicamente los contratos para mejorar la transparencia en la contratación pública.
2. Establecer una Comisión de Servicio en MACC.
3. Elevar a los jefes y oficiales superiores del MACC a un nivel superior.
4. Poner igual énfasis en las investigaciones sobre sobornadores y receptores.
5. Acceso rápido al Informe de Auditoría de Desempeño del Auditor General.
6. Establecer Sesiones Especiales de corrupción adicionales y Tribunales Superiores.
7. Implementar pactos de integridad para parlamentarios y asambleístas estatales.

1. Introducir el esquema salarial transformador para los funcionarios públicos.
2. Incluir más oportunidades para la promoción y el desarrollo en la administración pública.
3. Extender el tiempo de los oficiales de contrato y nombrarlos que sean competentes.
4. Expandir los Centros de Transformación Urbana a las principales ciudades y pueblos.
5. Movilizar y empoderar a la administración pública.
6. Mejorar los servicios de mostrador mediante el nombramiento de líneas fronterizas multirraciales y la expansión de los servicios en línea.
7. Introducir programas de reclutamiento para asegurar una mezcla justa de todas las razas en el servicio civil.
8. Mejorar el potencial, la capacidad y la capacidad de todos los funcionarios públicos.
9. Prestar especial atención a los discapacitados.

1. Lucha por el establecimiento de un estado palestino.
2. Apoyar la realización de la ASEAN como una comunidad económica para 2015.
3. Competir por un puesto no permanente en el Consejo de Seguridad de la ONU.
4. Mejorar los intereses económicos y bilaterales con los principales socios comerciales.
5. Tomar la iniciativa en la lucha contra los crímenes transnacionales.
6. Programas de alcance humanitario en áreas de conflicto.

1. Dar incentivos financieros a empresas que invierten en energía verde renovable.
2. Asignar más espacio para pulmones verdes dentro de las principales ciudades.
3. Aumentar las asignaciones y promulgar leyes más estrictas para preservar ríos, bosques y áreas estratégicas de conservación.
4. Emprender programas de reforestación.
5. Aumentar los programas educativos para inculcar la apreciación del medio ambiente.
6. Emplee tecnologías verdes y avanzadas en la eliminación y gestión de residuos.

### Campaña opositora

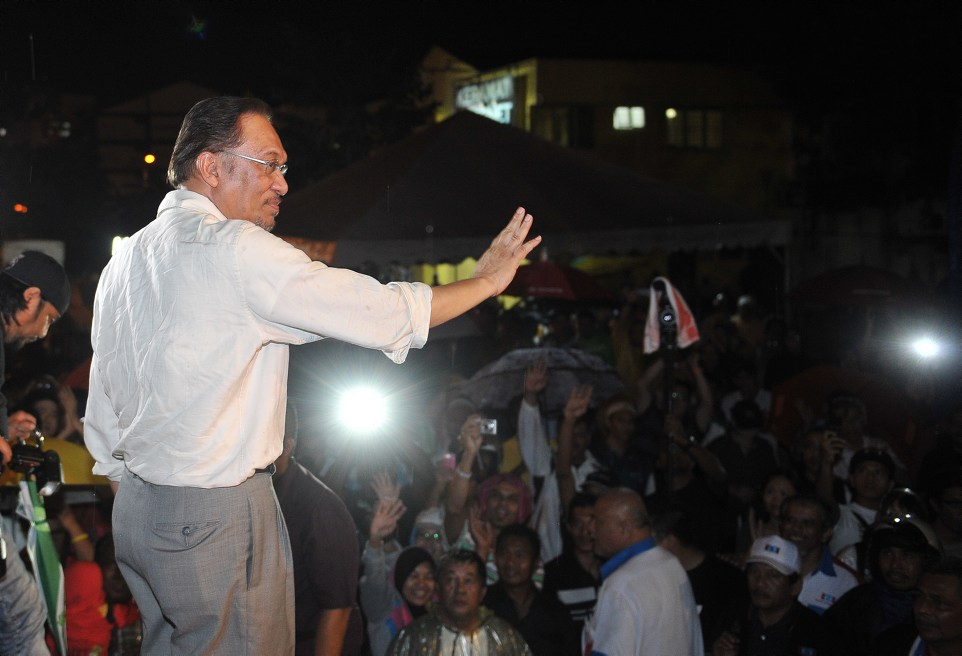
Anwar Ibrahim le habla a una multitud durante un acto de campaña, el 28 de abril de 2013.

La principal coalición opositora, el Pakatan Rakyat (PR) se mantuvo enfocada en el buen gobierno de los estados malayos (Kedah, Penang, Kelantan y Selangor) que controlan actualmente a pesar de no recibir asistencia completa del gobierno federal. Uno de los puntos que plantearon fue el fuerte desempeño económico de los dos estados de Penang y Selangor, que según los medios de comunicación atrajeron mayores inversiones comerciales en comparación con otros gobiernos estatales del Barisan Nasional. Algunos aspectos del manifiesto del PR se extrajeron del "Libro Naranja" o "Buku Jingga", que es el plan maestro administrativo del partido, organizado y pactado luego de la formación de la alianza. En 2011, los estados de Penang y Selangor registraron un total de RM 17.800 millones en inversiones en el sector manufacturero, poco más del 30% de la participación nacional.

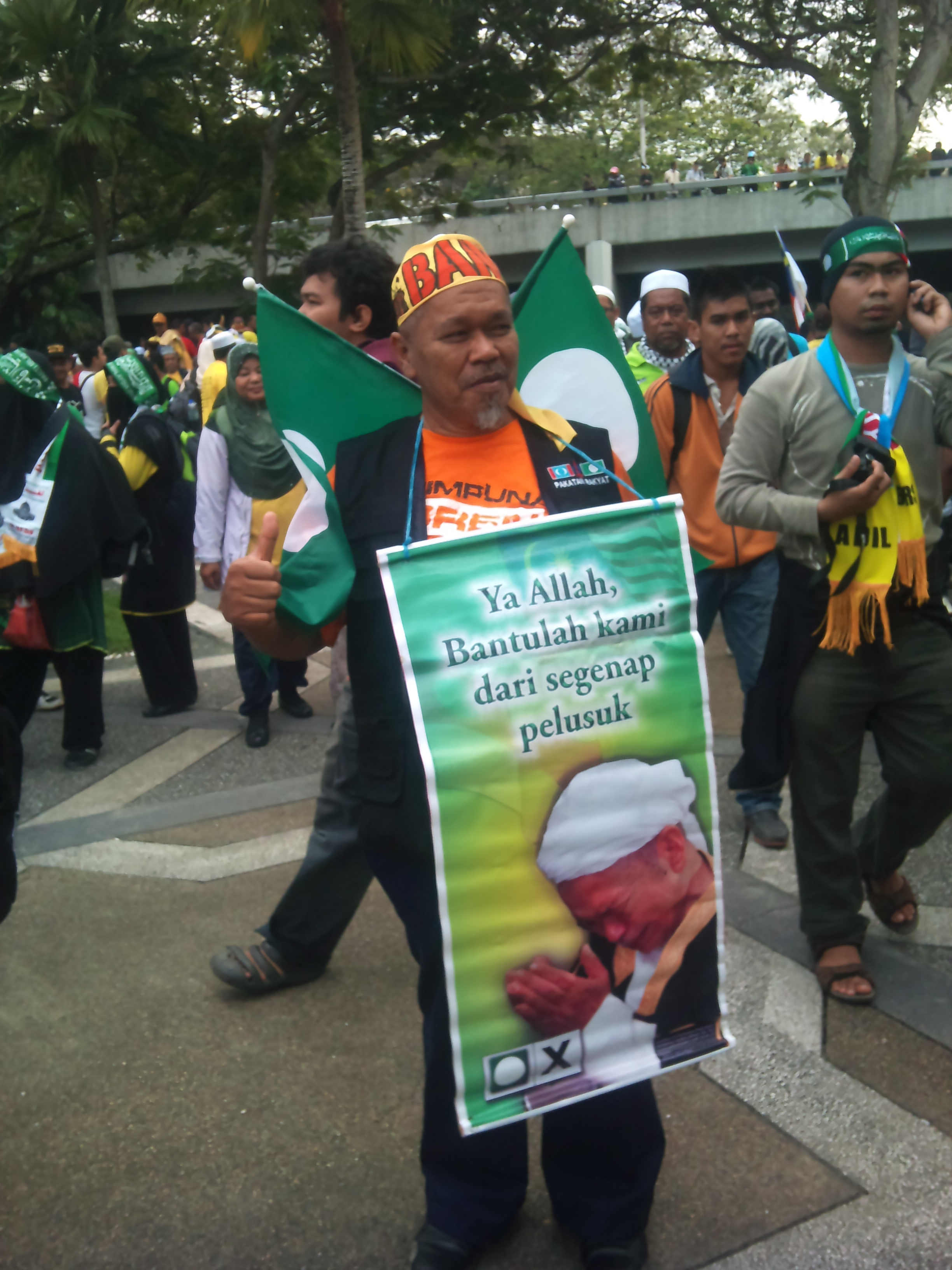
Un manifestante opositor protestando por las políticas gubernamentales injustas, enero de 2013.

El PR anunció su intención de reemplazar la criticada Nueva Política Económica que, según ellos, era discriminatoria y que solo beneficiaba a ciertos grupos de personas, como los empresarios relacionados con la UMNO. Otra de las principales promesas electorales que plantearon fue reducir la cantidad de desperdicios de gastos y el uso de la ayuda directa para pagar las causas sociales y proporcionar educación gratuita en todo el país.
Uno de los principales asuntos a tratar durante la campaña electoral fue la prolongada batalla legal del Pakatan Rakyat por el control de la compañía de agua Syabas, en el estado de Selangor, contra el gobierno federal, que supuestamente ha estado manejando mal sus operaciones. El PR prometió que, si ganaba las elecciones, daría agua gratis a los pobres y desafortunados en el estado de Selangor.
La oposición también prometió cerrar la planta de Lynas Advance Materials situada en Kuantan, Pahang, si se considera insegura. Esto recibió el apoyo de Himpunan Hijau, el movimiento ecologista opuesto a las operaciones de la planta de Lynas, cuyo presidente, Wong Tack, competía en las elecciones bajo la bandera de Partido de Acción Democrática (DAP).
El PR declaró su intención de aumentar los pagos de regalías petroleras de la compañía petrolera nacional Petronas a los estados productores de petróleo (Pahang, Kelantan, Terengganu, Sabah y Sarawak) en Malasia, independientemente del partido que formara el próximo gobierno estatal.
El 13 de abril de 2013, el Registro de Sociedades (ROS) envió una carta al DAP, que debido a problemas técnicos en las encuestas de los partidos, se solicitó a varios miembros del partido que asistieran a una investigación el 18 de abril. Esto podría haber puesto en peligro la oportunidad del DAP de concursar en las elecciones generales debido a los temores de que el partido pudiera ser disuelto por las autoridades. El DAP había reflexionado sobre la posibilidad de que sus candidatos compitieran bajo la bandera de PKR y PAS si esto ocurriera, pero recibió la garantía del Registro de Sociedades de que su símbolo podría usarse legalmente durante las elecciones generales.
En Sarawak, el DAP colocó vallas electorales destacando el tema de la mujer mongol recientemente asesinada Altantuyaa Sharibuu, pero estas vallas publicitarias fueron derribadas por agentes del orden. Tras las protestas realizadas por los miembros locales del DAP, se explicó que las vallas publicitarias de las elecciones se eliminaron ya que representaban a una persona que no participaba en las elecciones.
El Pakatan Rakyat también lanzó un manifiesto, titulado "Manifiesto del Pueblo", delineando las acciones que tomarán si formaban el siguiente gobierno federal de Malasia.
1. Eliminar la discriminación.
2. Respetar la posición del Islam como religión oficial, mientras se garantice la libertad de otras religiones.
3. Elevar la cultura como la base positiva de la vida en comunidad.
4. Aumentar del 5% al 20% los pagos de regalías para los estados productores de petróleo y gas.
5. Establecer un fondo de contribuciones para las mujeres casadas, con el gobierno contribuyendo RM50 por mes y sus maridos contribuyendo RM10 - RM100 por mes.
6. Proporcionar un bono de RM1,000 anualmente a cada jubilado de 60 años o más.
7. Asignar RM220 millones anuales a 1,854 Sekolah Janaan Rakyat.
8. Reconocer el Certificado de Examen Unificado (UEC) para la admisión a la educación terciaria y como calificación académica para trabajos.
9. Restaurar la autonomía de Sabah y Sarawak de acuerdo con la disposición de la Constitución Federal.
10. Garantizar un reparto de poder equitativo entre Sabah, Sarawak y la Malasia Peninsular.
11. Limpieza de la lista de registro de ciudadanía y frenar el otorgamiento de ciudadanías falsas.
12. Establecer una Comisión de Tierras para investigar, resolver disputas, rejuvenecer, estudiar y restaurar los Derechos Nativos Consuetudinarios de sus legítimos propietarios.
13. Afirmar el nombramiento de sabahanos y sarawakíes para mantener oficinas en el Gobierno.
14. Elevar el nivel de desarrollo de la infraestructura en Sabah y Sarawak.
15. Reservar 141,000 hectáreas para devolverles al pueblo Orang Asli.
16. Suministrar agua limpia y electricidad a 852 asentamientos Orang Asli.
17. Otorgar un total de 5,000 becas educativas a niños Orang Asli.

Comprometerse a implementar de inmediato las siguientes acciones, de acuerdo con la Declaración de Kuching:
1. Eliminar el sistema de cabotaje que aumenta el precio de los artículos para el hogar en Sabah y Sarawak.
2. Crear incentivos de inversión condicionados a la creación de oportunidades de trabajo en Sabah y Sarawak.
3. Establecer dos compañías petroleras de nivel 2 propiedad de los Gobiernos de Sabah y Sarawak que se unirán a la industria del petróleo y el gas del país.
4. Iniciar la construcción de carreteras en Sabah y Sarawak que conectará Kuching con Kota Kinabalu y Kudat.
5. Detener la construcción de represas que destruyen el medio ambiente y desplazan a la población local de sus hogares.

1. Proporcionar un millón de oportunidades de trabajo para las personas dentro de cinco años a través de la reducción progresiva de los trabajadores extranjeros.
2. Introducir un esquema de salario mínimo de RM1.100 por mes.
3. Asignar RM2 mil millones para incentivos de automatización y subvenciones a empresas elegibles para facilitar la implementación del esquema de salario mínimo.
4. Capacitar a un millón de alumnos que abandonan la escuela sin educación superior en el marco del Plan Pionero del Pueblo.
5. Establecer cinco universidades técnicas dentro de diez años.
6. Construir veinticinco nuevas escuelas de formación profesional en todo el país.
7. Establecer una Comisión Real para estudiar la mejora general del sistema educativo.
8. Abolir todas las leyes que son parciales y opresivas para la clase trabajadora.
9. Proporcionar fondos para cultivar una asociación inteligente de sindicatos, empleados y empleadores.
10. Establecer un Fondo Nacional de Innovación por un total de RM500 millones.
11. Reorganizar los incentivos fiscales para cambiar el enfoque de la asistencia de las grandes industrias a los SMI.
12. Renovar el tramo del impuesto sobre la renta personal del 26% para afectar a las personas que ganan más de RM400,000 en lugar de los RM250,000 actuales.
13. Detener las operaciones de la planta de tierras en Gebeng, Pahang.
14. Revisar las fases de implementación del proyecto RAPID en Pengerang.
15. Reformar toda la legislación existente relacionada con la tala y regular las actividades de tala.
16. Asignar RM500 millones para ayudar a la participación de exsoldados en actividades económicas.
17. Aumentar la contribución del gobierno a la Junta del Fondo de las Fuerzas Armadas (AFFB) del 15% al 20%.
18. Introducir un dividendo de soldados que remunerará a veteranos no pensionables por un monto de RM2,000 por año.
19. Presentar permisos de taxi individuales.
20. Entrenar a los empresarios de taxi en servicio al cliente y habilidades comerciales.
21. Proporcionar subsidios de combustible a los empresarios de taxi.
22. Ampliar el alcance de las inversiones y donaciones permitidas en virtud del Fondo de Petróleo existente.
23. Proporcionar desgravación fiscal por bienes o servicios derivados de I + D en universidades o centros públicos de investigación.
24. Proporcionar desgravación fiscal en forma de incentivos a la inversión y desgravación fiscal para los centros de investigación e investigadores.
25. Proporcionar incentivos de inversión para productos de I + D de Malasia comercializados con éxito.
26. Hacer que el transporte público sea gratuito para personas con capacidades diferentes.
27. Remodelar la planificación del sistema de transporte público de Klang Valley a un plan integrado que involucre MRT y autobuses para mejorar la red existente y el acceso.
28. Examinar cada contrato adjudicado en el paquete de MRT a la luz de la legislación actualizada.
29. Invertir RM2 mil millones adicionales en el primer año para duplicar el número de autobuses y rutas de autobuses en el Valle de Klang.
30. Iniciar los pasos hacia la construcción del primer sistema ferroviario interurbano de alta velocidad en el sudeste de Asia.
31. Establecer una Comisión Antimonopolio y modificar las leyes existentes relacionadas con la competencia.
32. Establecer una Comisión de Contratos Públicos.
33. Disolver 1MDB para que Khazanah siga siendo el único organismo de inversión del estado.
34. Eliminación y entrega de participaciones del gobierno en empresas vinculadas con el gobierno (GLC, por sus siglas en inglés) que no están involucradas en negocios de importancia nacional.
35. Reestructurar el papel de Ekuinas para que la agencia asista a la adquisición de GLC por parte de la gerencia y los empresarios calificados.
36. Asegurar la implementación general de las adquisiciones mediante licitación abierta en la gestión de entidades públicas.

1. Distribuir las ganancias de los ingresos petroleros adicionales mediante la reducción de los precios de la gasolina y el diésel.
2. Canalizar RM25 mil millones de subsidios de compañías de gas directamente a las personas a través de tarifas reducidas de electricidad.
3. Suspender las concesiones privadas de gestión del agua que han dado lugar a altas tarifas de agua.
4. Hacerse cargo de la gestión de las carreteras con la intención de abolir gradualmente los peajes.
5. Disminuir el impuesto especial sobre el automóvil por etapas con la intención de abolirlo en 5 años.
6. Liberalizar la industria automotriz nacional.
7. Construir 150,000 hogares de bajo y mediano costo dentro del primer término de administración.
8. Invertir RM 5 mil millones en el primer año para viviendas asequibles, seguido de RM 2 mil millones para los años siguientes.
9. Proporcionar educación superior gratuita en todas las instituciones públicas y subsidios para estudiantes en instituciones privadas.
10. Proporcionar una asignación de costo de vida para los estudiantes que no son financieramente ricos.
11. Detener la implementación de Automatic Enforcement System (AES) para usuarios de la carretera y rescindir todas las citaciones de AES.
12. Revisar todos los reclamos de indemnización como resultado de la manipulación de GER y pague una compensación adecuada a los colonos de FELDA afectados.
13. Aumentar la remuneración del personal de policía en un 15% por etapas.
14. Aumentar la fuerza del personal del Departamento de Investigación Criminal (CID).
15. Asignar un adicional de RM50 millones al año para construir puestos policiales en lugares de alta concentración pública.
16. Asignar otros 200 millones de RM por año para aumentar las capacidades y la efectividad de la policía en investigación forense.
17. Rechazar todos los intentos de introducir un impuesto a la salud.
18. Asegurar asistencia sanitaria gratuita para todos los malasios a través de los hospitales del gobierno mientras se incentiva al sector privado a proporcionar servicios de atención médica a un precio razonable.
19. Suprimir las tarifas para las salas de clase 2 y clase 3.
20. Suprimir monopolios en suministros farmacéuticos, construcción de hospitales e infraestructura médica.
21. Mejorar los tratamientos especializados para el grupo de bajos ingresos para cirugías complicadas.
22. Cumplir el objetivo de un médico a 550 ciudadanos en el primer mandato.
23. Aumentar la asistencia social de RM300 por mes a RM500 por mes.
24. Establecer un Fondo Nacional de Productos Básicos para ayudar a las familias afectadas por caídas repentinas en los precios de los productos básicos.

1. Agregar valor a la tierra Wakaf que generará bienestar económico para las personas.
2. Meta de duplicar el monto actual del fondo Tabung Haji dentro de los diez años posteriores a la llegada de la administración del Pakatan Rakyat.
3. Garantizar que se respete el derecho a la libertad religiosa y la práctica religiosa de otras religiones.
4. Implementar un nuevo paquete de remuneración para los funcionarios públicos que tendrá en cuenta el excelente desempeño laboral, la duración del servicio y las cualidades de liderazgo.
5. Implementar las 8 demandas de BERSIH como reforma electoral.
6. Implementar el registro automático de votantes al llegar a la edad elegible para votar.
7. Limpieza del censo electoral dentro de los 100 días posteriores a la llegada al poder.
8. Reformar el poder judicial, las Salas del fiscal general, la Comisión Anticorrupción de Malasia (MACC) y la Real Policía de Malasia (PDRM).
9. Restaurar los poderes y la libertad del Parlamento como la voz del pueblo.
10. Introducir el sistema de comité parlamentario selecto en ministerios cruciales.
11. Suprimir toda legislación que restrinja la libertad de los medios.
12. Instituciones de radiodifusión propiedad del gobierno como Radio Televisyen Malaysia (RTM).
13. Respetar la madurez de los profesionales de los medios en la operación de la industria de los medios.
14. Suprimir la Ley de Colegios Universitarios y Universidades (UUCA) dentro de los 100 primeros días de administración del Pakatan Rakyat.
15. La selección de vicerrectores y rectores en instituciones públicas de educación superior se realizará por un comité de evaluación independiente.
16. Llevar a cabo una revisión exhaustiva de todas las legislaciones que estén en conflicto con los principios de justicia y libertad de las personas y elimínelas dentro del primer año.
17. Hacer cumplir una Ley de Restauración de la Democracia para fortalecer aún más los derechos básicos de las personas.
18. Liberar y pedir disculpas a todos los detenidos de la Ley de Seguridad Interna (ISA) del pasado al presente.
19. Reestructurar el poder y el liderazgo de MACC para reconstruir su integridad.
20. Reestructurar las prácticas y los procesos de MACC para centrarse en la investigación y enjuiciamiento de grandes casos de corrupción que involucren el interés público.
21. Ajustar la legislación relacionada con la corrupción (incluida la Ley de protección de informantes) para aplicar con firmeza las leyes contra la corrupción.

### Terceros
Las elecciones también vieron la entrada de muchos terceros que influyeron en el resultado de las elecciones en muchos escaños del parlamento y las Asambleas Estatales. El Partido de los Derechos Humanos de Malasia, que jugó un papel decisivo en la organización de los indios en las protestas contra el gobierno, como la manifestación de Hindraf en 2007, disputó varios escaños en Malasia peninsular. En ese momento había dos principales agrupaciones en Hindraf: uno aliado del Barisan Nasional, y otro neutral. Los partidos regionales en Borneo como el Partido Progresista de Sabah (SAPP), que se separó del Barisan Nasional en 2008, y el Partido de la Reforma del Estado (STAR) decidieron presentarse sin unirse a ninguno de los dos bandos después del fracaso de las negociaciones con el Pakayan Rakyat para unir fuerzas contra el oficialismo. La entrada de estos dos partidos a la contienda provocó que la campaña fuera especialmente dura en Sabah y Sarawak. Uno de los principales problemas que plantearon fue el creciente número de indocumentados en Sabah y la poca intervención de la Real Comisión de Investigación sobre inmigrantes ilegales en Sabah. Además, tanto el SAPP como el STAR son miembros del Frente Unido de Borneo, que exige que se les dé a Sabah y Sarawak el mismo estatus según el Acuerdo de Malasia de 1963.

### Factor Bersih

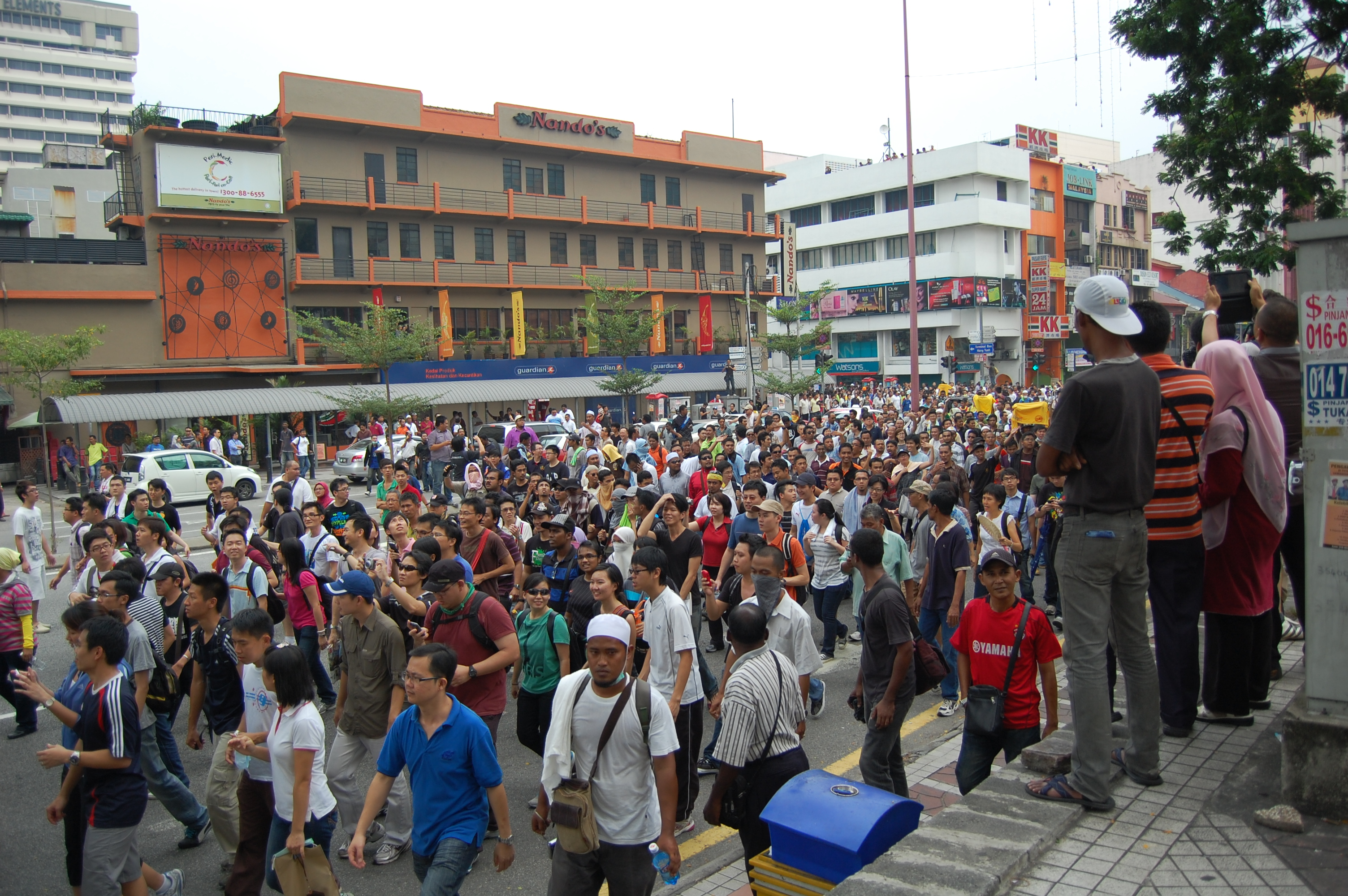
Manifestación del Berish exigiendo reformas electorales en 2011.

El grupo de vigilancia electoral Bersih (Coalición por Elecciones Libres y Justas) fue un factor importante en las elecciones, ya que fueron los responsables de organizar grandes manifestaciones convocando a la realización de reformas electorales en Malasia en 2011 y 2012. Han señalado que el censo electoral se vio empañado por irregularidades como la manipulación fraudulenta, los votantes fantasmas, la mala distribución, el gerrymandering y el fraude de los votos en el extranjero. Bersih también realizó advertencias contra los políticos o grupos que apoyan la intimidación y la violencia contra el electorado. Bersih añadió a su lista negra de políticos que perpetúan el ciclo de violencia política al Ministro del Interior Hishammuddin Hussein, el ministro de Defensa Zahid Hamidiy y el candidato a BN Hamidah Othman.
  Bersih ha criticado tanto a los gobiernos interinos del estado de Selangor como a los gobiernos estatales del BN por el uso de recursos del gobierno para fines de campaña electoral.

## Nominaciones
Las nominaciones para los candidatos se hicieron el 20 de abril de 2013 entre las 9:00 y las 10:00 hs. Por primera vez en la historia electoral de Malasia, todos los escaños eran disputados y ningún candidato ganó un escaño sin oposición, con algunos candidatos enfrentando hasta seis oponentes, pronosticándose que sería una elección estrecha.
Un total de 579 candidatos parlamentarios se disputaron los 222 escaños parlamentarios. Para los 505 escaños que suman las Asambleas Legislativas Estatales, hubo un total de 1.322 candidatos.
| Partidos         | Circunscripciones parlamentarias | Asambleas Legislativas Estatales |
| ---------------- | -------------------------------- | -------------------------------- |
| Barisan Nasional | 221                              | 505                              |
| Pakatan Rakyat   | 223                              | 511                              |
| STAR             | 28                               | 49                               |
| SAPP             | 8                                | 41                               |
| BERJASA          | 9                                | 5                                |
| KITA             | 2                                | 11                               |
| BERSAMA          | 1                                | 4                                |
| PCM              | 2                                | 3                                |
| PSM              | 0                                | 2                                |
| SWP              | 6                                | 0                                |
| Independientes   | 79                               | 191                              |
| Total            | 579                              | 1322                             |

## Realización y conducta

### Incidentes
Durante los primeros tres días del período oficial de campaña, se reportaron un total de 387 incidentes, con no menos de 15 personas detenidas por la policía para su investigación. El 23 de abril de 2013 en Nibong Tebal, un artefacto explosivo improvisado (IED por sus siglas en inglés) explotó en el lugar de realización de un mitin del BN, hiriendo a una persona. Posteriormente, la policía descubrió un segundo artefacto explosivo improvisado en el sitio, que más tarde se detonó con seguridad. Tanto el primer ministro en funciones, Najib Razak, como el líder de la oposición, Anwar Ibrahim, condenaron la violencia. Los bombardeos también fueron condenados por el Bersih, que declaró que todos los políticos deberían condenar la violencia independientemente de la afiliación partidista. El Bersih se ofreció a supervisar los informes policiales sobre violencia política e incidentes de mala conducta electoral.
Las reuniones políticas de la oposición fueron interrumpidas constantemente por Mat Rempits (motociclistas extremos). El 24 de abril de 2013, un fotógrafo de prensa fue asaltado por motociclistas vistos con camisetas del BN en una reunión del DAP en Bukit Gelugor. El jefe de la seccional estatal del BN negó cualquier conexión con el incidente. Además, hubo numerosos informes de vandalismo contra los vehículos utilizados por los políticos de la oposición y sus seguidores. En un incidente, dos autos pertenecientes a la hija de un candidato de PKR resultaron dañados tras un intento de incendio premeditado en su residencia en Klang.
En el ciberespacio aparecieron durante la campaña varios videos sexualmente explícitos que supuestamente retratan a figuras de la oposición, especialmente en blogs hostiles hacia Pakatan Rakyat. El secretario general del PAS, Datuk Mustafa Ali, quien estuvo implicado en uno de los videos negó su participación, y su abogado calificó los videos como "una campaña pura de difamación por parte de la UMNO". A su vez, la UMNO demandó a Mustafa y a su abogado por esas declaraciones presuntamente difamatorias. Anwar Ibrahim también demandó al bloguero de la UMNO y candidato a la elección Wan Muhammad Azri Wan Deris por tratar de implicarlo en uno de los videos.
Varios afiches de publicidad anticristiana apareció durante el período de la campaña electoral, sacando a relucir la ira de la Federación Cristiana de Malasia, que pidió la inmediata eliminación de tales vallas publicitarias, por considerarlas discriminatorias.
Los usuarios de varios sitios web de noticias y medios en línea, como el sitio de noticias independiente Malaysiakini, afirmaron que varios proveedores de servicios de Internet malayos (ISP) estaban restringiendo sus velocidades de acceso a los sitios. Varios sitios web independientes que critican al gobierno, como Radio Free Malaysia y Sarawak Report sufrieron ataques de denegación de servicio.  Malaysiakini afirmó que su cuenta de Twitter fue pirateada y sus videos se volvieron inaccesibles a través de los ISP locales.
La oposición emitió una serie de informes en los que acusaba al gobierno de traer por avión a miles de extranjeros a distintas circunscripciones para votar por el BN. BN a su vez negó cualquier fechoría, afirmando que estos vuelos fueron patrocinados por "amigos de BN". Bersih calificó a la provisión de vuelos para los votantes de ofensa electoral. La oposición declaró que muchos de sus partidarios y agentes estarían monitoreando la situación y haciendo detenciones ciudadanas de los extranjeros que voten.

### Jornada electoral
Se realizaron votaciones postales para los malayos en el extranjero en varias oficinas representativas de Malasia en todo el mundo. Según la Comisión Electoral (CE), el 70% de las 8.756 personas que eran elegibles para votar en el extranjero se presentaron para votar a pesar de algunos problemas iniciales.
La votación anticipada se llevó a cabo para el personal militar, la policía y sus cónyuges en 544 centros de votación en toda Malasia. Se estimó que había 270.000 de estos votantes en total. Ha habido varios informes sobre el uso de tinta indeleble para los primeros votantes, y algunos afirman que la tinta podría eliminarse fácilmente. La Comisión Electoral ha prometido llevar a cabo investigaciones sobre este tema después de una serie de informes presentados por varios partidos de la oposición. El 2 de mayo de 2013, la Comisión Electoral celebró una manifestación pública sobre la aplicación de tinta indeleble. Durante esta demostración, se intentó lavar la mancha dejada por la tinta usando varios medios, pero sin éxito. Al abordar los reclamos e informes anteriores de que la mancha se eliminaba fácilmente, el vicepresidente de la CE Datuk Wan Ahmad Wan Omar afirmó que esto podría deberse a procedimientos de uso inadecuados. Dijo que si las botellas de tinta no se agitaban correctamente antes de su uso, la tinta aplicada podría contener cantidades insuficientes de nitrato de plata, el compuesto utilizado en la tinta que deja una mancha permanente.
La votación general comenzó a las 8:00 de la mañana Del 5 de mayo de 2013 con un total de 13.268.002 malayos elegibles para emitir su voto en 8.789 centros de votación en todo el país. La participación electoral, que para las 12:00 del mediodía había superado el 58.99%, alcanzó casi el 85% al finalizar la jornada electoral, siendo la mayor concurrencia a votar en la historia del país. La votación cerró a las 17:00 hs. Sin embargo, los votantes dentro de las casillas electorales pueden continuar emitiendo sus boletas.

## Resultados

### Dewan Rakyat
Según el autor del documento "13ª Elección General en Malasia: Análisis y Resumen", Khoo Boo Teik, "A nivel nacional, el PR ganó una proporción significativamente mayor del voto popular que el BN. El PR obtuvo 50.87% del voto popular contra el 47.38% del BN. Sin embargo, al igual que en las elecciones pasadas, su dominio de un sistema de escrutinio mayoritario uninominal con una muy mala distribución de circunscripciones le dio al BN una cantidad desproporcionadamente alta de escaños parlamentarios".
|  | 20.19 % |

|  | 13.06 % |

|  | 15.71 % |

|  | 17.12 % |

|  | 14.78 % |

|  | 9.46 % |

|  | 0.19 % |

|  | 0.45 % |

|  | 50.87 % |

|  | 40.09 % |

|  | 29.42 % |

|  | 39.64 % |

|  | 7.85 % |

|  | 3.15 % |

|  | 2.59 % |

|  | 1.80 % |

|  | 2.10 % |

|  | 6.31 % |

|  | 1.73 % |

|  | 0.45 % |

|  | 1.21 % |

|  | 0.45 % |

|  | 0.68 % |

|  | 1.80 % |

|  | 0.54 % |

|  | 2.70 % |

|  | 0.50 % |

|  | 1.80 % |

|  | 0.48 % |

|  | 1.35 % |

|  | 0.12 % |

|  | 0.00 % |

|  | 0.09 % |

|  | 0.45 % |

|  | 0.07 % |

|  | 0.00 % |

|  | 47.38 % |

|  | 59.91 % |

|  | 0.41 % |

|  | 0.00 % |

|  | 0.29 % |

|  | 0.00 % |

|  | 0.14 % |

|  | 0.00 % |

|  | 0.09 % |

|  | 0.00 % |

|  | 0.02 % |

|  | 0.00 % |

|  | 0.01 % |

|  | 0.00 % |

|  | 0.00 % |

|  | 0.00 % |

|  | 0.79 % |

|  | 0.00 % |

|  | 98.20 % |

|  | 1.80 % |

|  | 100.00 % |

|  | 100.00 % |

|  | 15.16 % |

|  | 84.84 % |

|  | 97.12 % |

|  | 1.78 % |

|  | 1.10 % |

|  | 74.19 % |

|  | 44.78 % |

### Resultado por estado
|  | 55.36 % |

|  | 86.10 % |

|  | 44.29 % |

|  | 0.35 % |

|  | 50.60 % |

|  | 87.25 % |

|  | 48.45 % |

|  | 0.96 % |

|  | 53.70 % |

|  | 85.17 % |

|  | 42.95 % |

|  | 3.35 % |

|  | 51.43 % |

|  | 88.08 % |

|  | 48.47 % |

|  | 0.10 % |

|  | 67.84 % |

|  | 87.16 % |

|  | 31.54 % |

|  | 0.62 % |

|  | 54.68 % |

|  | 82.77 % |

|  | 44.95 % |

|  | 0.36 % |

|  | 55.18 % |

|  | 84.91 % |

|  | 44.37 % |

|  | 0.45 % |

|  | 59.38 % |

|  | 87.36 % |

|  | 38.96 % |

|  | 1.66 % |

|  | 64.66 % |

|  | 83.55 % |

|  | 34.55 % |

|  | 0.80 % |

|  | 69.31 % |

|  | 91.26 % |

|  | 30.59 % |

|  | 66.29 % |

|  | 79.14 % |

|  | 33.71 % |

|  | 50.95 % |

|  | 85.43 % |

|  | 47.35 % |

|  | 1.70 % |

|  | 53.81 % |

|  | 87.50 % |

|  | 46.19 % |

|  | 54.92 % |

|  | 86.95 % |

|  | 45.00 % |

|  | 0.08 % |

|  | 54.75 % |

|  | 80.48 % |

|  | 36.00 % |

|  | 9.25 % |

|  | 58.86 % |

|  | 76.47 % |

|  | 35.26 % |

|  | 3.87 % |

### Asambleas Legislativas Estatales
|                             |                  |                  |                  |                  |                  |                |                |                |                |                | Representación de los resultados de las elecciones a las Asambleas Legislativas Estatales con cada hexágono representando un escaño. El Barisan Nasional participó como un solo frente electoral, mientras que el Pakatan Rakyat participó por separado con uno de sus tres partidos presentando candidatos en cada escaño. Al igual que ocurrió con la elección a nivel nacional, el BN fue derrotado por voto popular, pero mantuvo muchos más gobiernos estatales que el PR. |                        |                        |                        |                        |           |         |
| Estado / Territorio Federal | Barisan Nasional | Barisan Nasional | Barisan Nasional | Barisan Nasional | Barisan Nasional | Pakatan Rakyat | Pakatan Rakyat | Pakatan Rakyat | Pakatan Rakyat | Pakatan Rakyat | Independientes y otros | Independientes y otros | Independientes y otros | Independientes y otros | Independientes y otros | Total     | Total   |
| Estado / Territorio Federal | Votos            | **               | Escaños          | *                | ±                | Votos          | **             | Escaños        | *              | ±              | Votos | **                     | Seats                  | *                      | ±                      | Votos     | Escaños |
| Johor                       | 737.876          | 53.98%           | 38               | 68%              | 12               | 625.965        | 45.79%         | 18             | 32%            | 12             | 3.065 | 0.22%                  | 0                      | 0%                     | 0                      | 1.366.906 | 56      |
| Kedah                       | 449.278          | 50.37%           | 21               | 58%              | 7                | 434.621        | 48.73%         | 15             | 42%            | 6              | 7.993 | 0.90%                  | 0                      | 0%                     | 1                      | 891.892   | 36      |
| Kelantan                    | 343.416          | 44.62%           | 12               | 27%              | 5                | 425.291        | 55.26%         | 33             | 73%            | 5              | 888 | 0.12%                  | 0                      | 0%                     | 0                      | 769.595   | 45      |
| Malacca                     | 201.228          | 53.31%           | 21               | 75%              | 2                | 174.232        | 46.16%         | 7              | 25%            | 2              | 1.995 | 0.53%                  | 0                      | 0%                     | 0                      | 377.455   | 28      |
| Negeri Sembilan             | 241.500          | 51.86%           | 22               | 61%              | 1                | 220.779        | 47.41%         | 14             | 39%            | 1              | 3.408 | 0.73%                  | 0                      | 0%                     | 0                      | 465.687   | 36      |
| Pahang                      | 330.868          | 54.09%           | 30               | 71%              | 8                | 270.230        | 44.18%         | 12             | 29%            | 8              | 10.607 | 1.73%                  | 0                      | 0%                     | 0                      | 611.705   | 42      |
| Penang                      | 233.305          | 32.09%           | 10               | 25%              | 1                | 490.739        | 67.50%         | 30             | 75%            | 1              | 2.959 | 0.41%                  | 0                      | 0%                     | 0                      | 727.003   | 40      |
| Perak                       | 506.947          | 44.40%           | 31               | 53%              | 3                | 625.710        | 54.80%         | 28             | 47%            | 1              | 9.122 | 0.80%                  | 0                      | 0%                     | 4                      | 1.141.779 | 59      |
| Perlis                      | 65.221           | 56.37%           | 13               | 87%              | 0                | 48.375         | 41.81%         | 2              | 13%            | 0              | 2.106 | 1.82%                  | 0                      | 0%                     | 0                      | 115.702   | 15      |
| Sabah                       | 428.634          | 55.67%           | 48               | 80%              | 9                | 248.187        | 32.23%         | 11             | 18%            | 10             | 93.157 | 12.10%                 | 1                      | 2%                     | 1                      | 769.978   | 60      |
| Selangor                    | 693.956          | 39.25%           | 12               | 21%              | 9                | 1.050.665      | 59.42%         | 44             | 79%            | 10             | 23.567 | 1.33%                  | 0                      | 0%                     | 0                      | 1.768.188 | 56      |
| Terengganu                  | 282.999          | 51.37%           | 17               | 53%              | 7                | 264.501        | 48.01%         | 15             | 47%            | 7              | 3.392 | 0.62%                  | 0                      | 0%                     | 0                      | 550.892   | 32      |
| Total                       | 4.513.997        | 47.26%           | 275              | 54%              | 32               | 4.879.699      | 51.09%         | 229            | 45%            | 41             | 157.968 | 1.65%                  | 1                      | 0%                     | 7                      | 9.551.664 | 505     |

## Reacciones y consecuencias

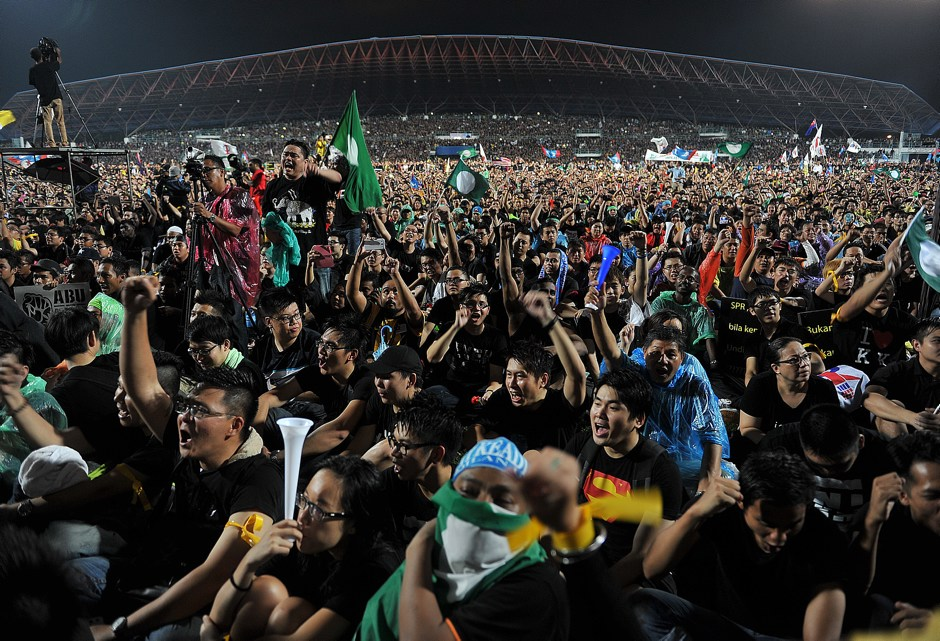
Manifestantes protestan vestidos de negro contra el resultado el 8 de mayo, en Selangor.

Najib Razak dijo a los medios el día después de las elecciones: "Tenemos que mostrarle al mundo que somos una democracia madura. Pase lo que pase, la decisión del pueblo, la voluntad del pueblo debe ser respetada". Agregó: "Después de mi toma de posesión como primer ministro, me comprometo a cumplir honestamente todas mis obligaciones con plena dedicación. Seré verdaderamente fiel a Malasia y preservaré, protegeré y defenderé a la institución". Anwar Ibrahim reaccionó al convocar a dos días de protestas diciendo que la victoria del BN fue "el peor fraude electoral de nuestra historia" y que "llamo a todos los malayos a unir sus manos y expresar nuestro rechazo y disgusto por este fraude electoral sin precedentes cometido por Najib Razak y la Comisión Electoral".
Herizal Hazri, de la Fundación Malasia Asia, dijo: "Existe una sensación de rechazo entre los votantes urbanos de Malasia por aceptar esta retórica: quieren una Malasia más incluyente, quieren votar por partidos que representen a todos los grupos raciales". Los partidos de la oposición habían prometido revisar la política de acción afirmativa de Malasia que favorece a los malayos y otros grupos indígenas ("Bumiputra") sobre las minorías china e india. El primer ministro Najib Razak afirmó que esta era la razón por la cual los chinos étnicos votaron mayoritariamente a la oposición. La oscilación más perceptible de la coalición gobernante a la oposición, es decir, de los partidos MCA y Gerakan afiliados a BN al DAP, estaba entre los votantes étnicos chinos. Esto llevó a Najib a afirmar que la oposición había manipulado y engañado a este grupo de población, provocando un "tsunami chino" que fue el responsable de las pérdidas de su alianza. Sin embargo, la afirmación fue cuestionada por el analista político Shamsul Amri Baharuddin, que afirmó que la derrota del BN por voto popular era más precisamente una muestra de descontento urbano. La distribución geográfica de los votos muestra una diferencia considerable entre las regiones mayoritariamente urbanas con una gran proporción de chinos étnicos que votaron mayoritariamente por la alianza de oposición -con frecuencia por un alto margen- y los estados rurales poblados por "Bumiputra" donde la coalición gobernante ganó la mayoría de sus asientos.
El 8 de mayo, Anwar encabezó una manifestación en el estadio de fútbol Kelana Jaya cerca de Kuala Lumpur. De acuerdo con fuentes que respaldaban al PR, participaron 120.000 personas. Dado que el estadio generalmente suele albergar a aproximadamente 25.000 personas, los escépticos estimaron que el número de participantes varió de 64.000 a 69.000. Partidarios de la oposición afirmaron que la elección fue una farsa.